# Соколиное (Сумский район)
Соколиное (укр. Соколине) — село,
Севериновский сельский совет,
Сумский район,
Сумская область,
Украина.
Код КОАТУУ — 5924786911. Население по переписи 2001 года составляло 25 человек.

## Географическое положение
Село Соколиное находится на расстоянии до 1 км от сёл Скляровка и Марьевка.
По селу протекает пересыхающий ручей с запрудой.
Рядом проходит автомобильная дорога Р-44.